# Evangelische Inselkirche (Norderney)

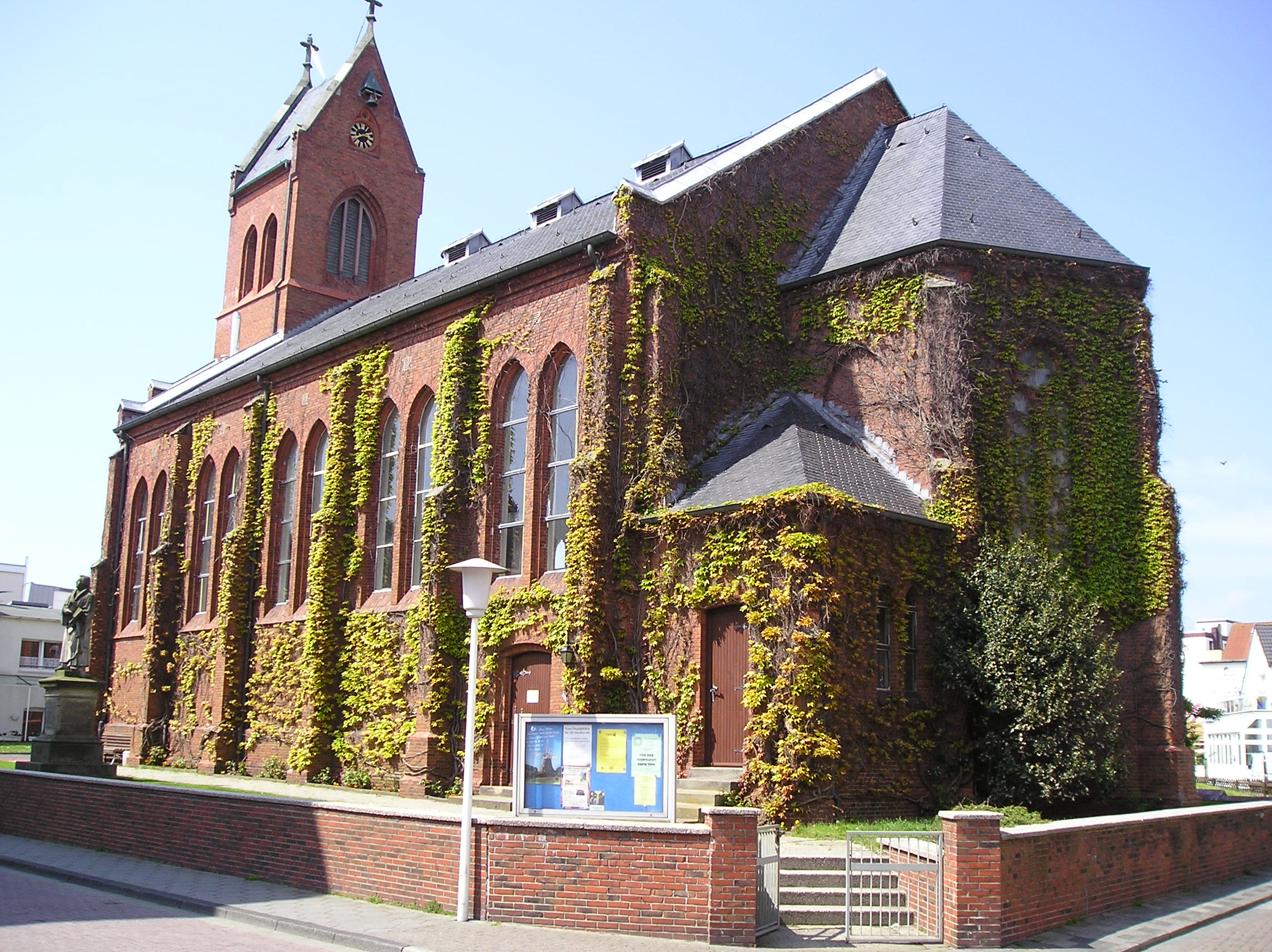
Blick aus Südosten auf die Inselkirche

Die heutige Evangelische Inselkirche auf der Ostfriesischen Insel Norderney ist ein am 11. Juni 1879 eingeweihter Kirchenbau im Stil der Backsteingotik. Das Gebäude steht unter Denkmalschutz.

## Geschichte

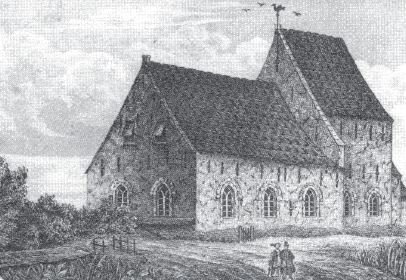
Inselkirche im Jahr 1750

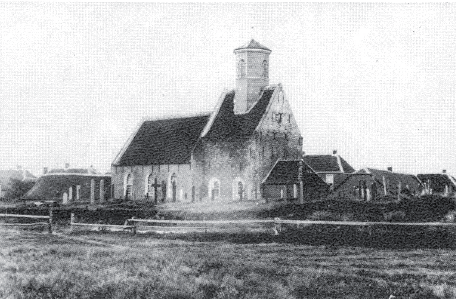
Inselkirche im Jahr 1851 mit aufgesetztem Glockenturm

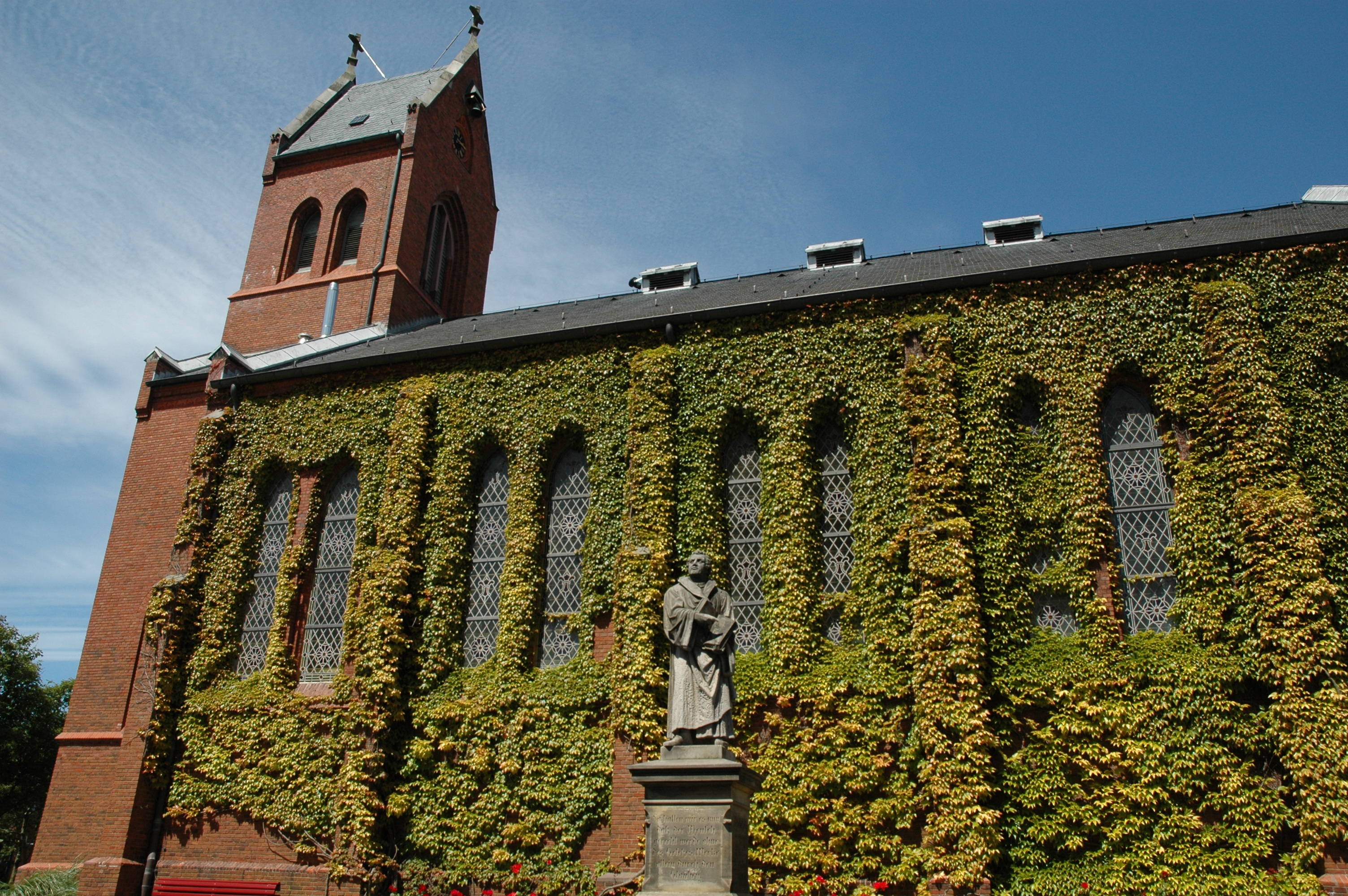
Seitenschiff der Inselkirche an der Kirchstraße mit dem Luther-Denkmal im Jahr 2009

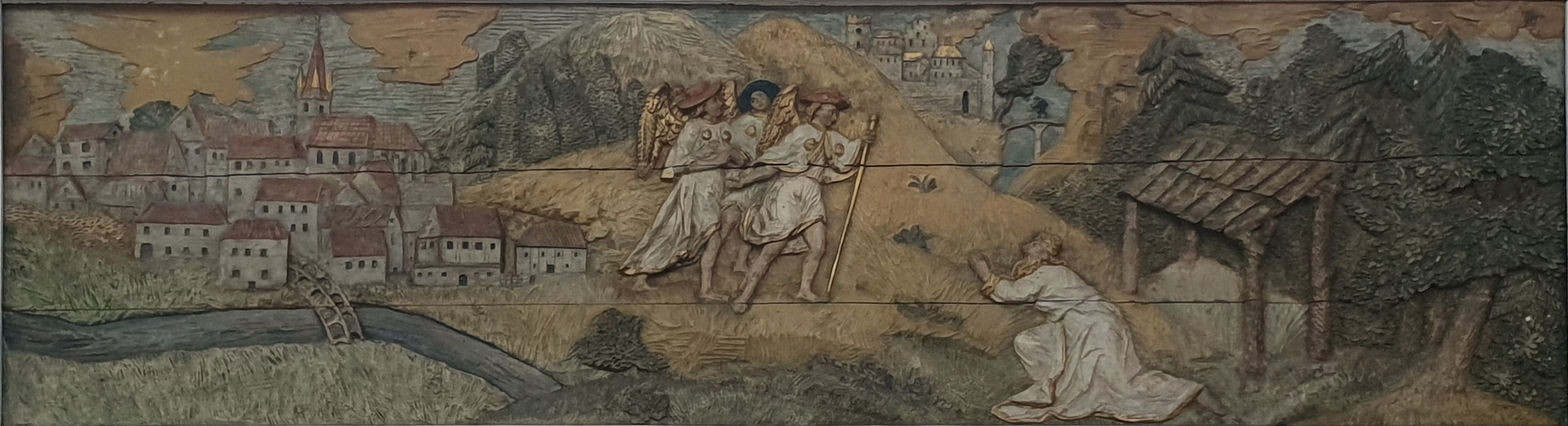
Holzrelief Abraham im Hain Mamre

An der Stelle der heutigen evangelischen Inselkirche wurde (je nach Quelle) bereits in den Jahren 1517 oder 1518 ein erster Kirchenbau aus Holz und Backsteinen errichtet. Dies geht aus einer Kirchenrechnung der Stadt Norden hervor, wonach dem Norder Kirchenvogt von einer Ziegelei aus Berum 5000 Ziegel zur Verfügung standen, von denen 500 zur Reparatur oder zum Ausbau des bereits vorhandenen Kirchenbaus verwendet werden sollten. Dabei handelte es sich um eine Rechteck-Einraumkirche mit einem rund 50 Quadratmeter großen Innenraum. Der Kirchenbau bildete zusammen mit dem alten Kirchhof, der als Friedhof genutzt wurde, den Mittelpunkt des Ortes. Im Gebäude wurden die Gottesdienste geführt, es konnte aber auch als Unterschlupf bei Gefahren wie etwa Sturmfluten oder durch Angriffe von Seeräubern benutzt werden. Dieses Gebäude wurde im Jahr 1750/51 um einen Anbau erweitert und bot somit rund 200 Personen Platz. Bis in das Jahr 1843 hing eine Glocke in einem neben der Kirche aufgestellten hölzernen Gerüst. Später wurde sie im Turm auf dem Westteil der Kirche untergebracht. 1851 wurde vom Kronprinzenpaar des hannoverschen Königshauses die Marienglocke gestiftet.
Im Jahr 1878 wurde entschieden, die wegen der hohen Zahl an Kurgästen zu klein gewordene alte Kirche abzureißen und sie durch ein größeres Gebäude an derselben Stelle zu ersetzen. Man entschied sich für einen Backsteinbau im neugotischen Stil mit polygonalem Chor. Der Dachstuhl ist teilweise offen und lässt die Holzkonstruktion erkennen. An drei Seiten des Innenraumes gibt es Emporen, daneben eine Kanzel, ein Taufbecken und ein Altarretabel. Die Baukosten in Höhe von 88.000 Mark wurden durch eine Schenkung des Kaisers Wilhelm I. getragen. Baumeister war Ernst Schumacher aus Leer, nach dessen Plänen auch die Leuchttürme auf Borkum und Norderney erbaut wurden. Baubeginn der Inselkirche war der 22. März 1878. Eingeweiht wurde die neue Kirche am 11. Juni 1879, dem Tag der goldenen Hochzeit des deutschen Kaiserpaares Wilhelm I. und Augusta, als neue Evangelische Inselkirche an der Kirchstraße. Eine Gedenktafel, die an dieses Datum erinnert, ist an der Empore auf der nördlichen Seite angebracht. Zur Einweihung der Kirche stiftete die Norderneyer Gemeinde die Lutherglocke. Diese wurde im Ersten Weltkrieg eingeschmolzen. Die 1926 gestiftete zweite Lutherglocke wurde im Zweiten Weltkrieg zusammen mit der Marienglocke eingeschmolzen. Nach dem Krieg wurde im Jahr 1951 eine Glocke aus der Gemeinde Eisenberg in Ostpreußen eingesetzt. Am 10. März 1953 sowie am ersten Advent 1975 folgten zwei weitere Glocken.
Rechts über dem Seiteneingang zeigt ein Holzrelief Abraham, der im Hain Mamre die drei Männer empfängt, die ihm und seiner Frau Sara trotz ihres hohen Alters noch einen Sohn verheißen. Die Norderneyer Lehrerfamilie Sandomir übergab es einem Mitbewohner zur Aufbewahrung, als sie in der Zeit des Nationalsozialismus wegen ihres jüdischen Glaubens die Insel verlassen musste. Das vermutlich 200 Jahre alte Bild war ursprünglich weitgehend farblos, also holzfarben, und wurde erst später koloriert.
Seit 1883 steht an der Kirchstraße das Lutherdenkmal.

## Neuzeit

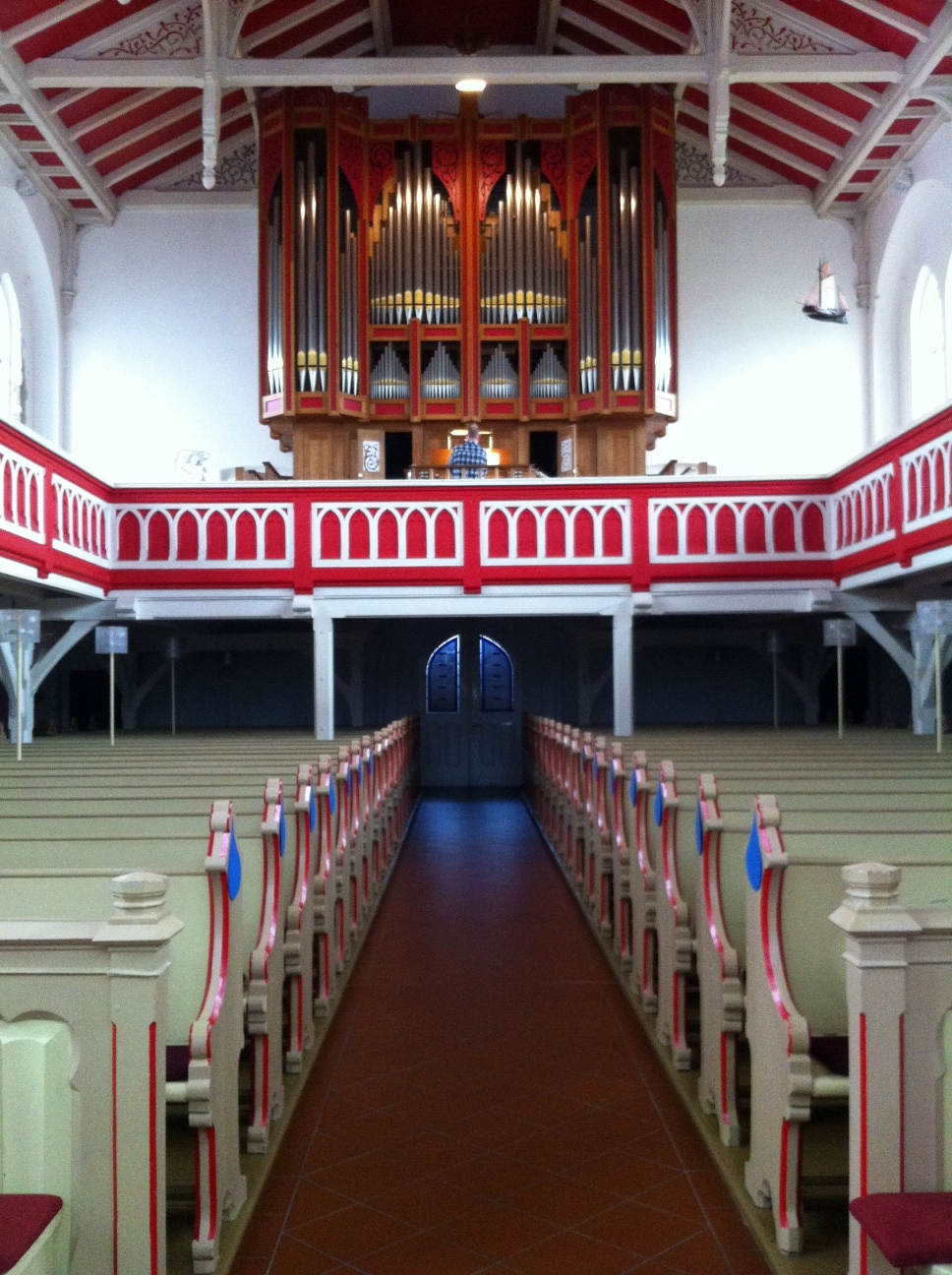
Blick auf die Westempore mit Orgel

Das Kirchenschiff bietet in seiner heutigen Form rund 600 Personen Platz; es ist 21,5 Meter lang und 13,5 Meter breit und hat eine Innenhöhe von 12 Metern. Im Innern der Kirche verläuft ein Emporengang, an dem auf der Ostseite die Orgel montiert ist. Die Höhe des Kirchturms beträgt 25 Meter, in ihm befinden sich seit 1975 drei Glocken.
Schäden am Mauerwerk des Turms machten eine Außensanierung nötig, welche seit Frühjahr 2015 im Gange ist. In einem ersten Abschnitt werden schadhafte Mauersteine ersetzt, die Außenmauern des Turms neu verfugt und die gebrochene Aufhängung für das Uhrschlagwerk instand gesetzt. Eine Sanierung des Dachs des Kirchenschiffs ist in einem zweiten Bauabschnitt vorgesehen. Die Gesamtkosten betragen etwa € 300.000.

## Sonstiges
Die Gemeindezeitung der evangelisch-lutherischen Inselkirche heißt „ECHOLOT“ und erscheint seit November 2012. Sie bietet Informationen sowie Termine um Aktivitäten in der Gemeinde.

## Orgel
Auf der Empore der Inselkirche befindet sich eine Orgel, die im Jahre 2008 von dem Orgelbauer Harm Kirschner erbaut wurde.

### Geschichte der Orgeln
Eine erste Orgel befand sich noch im Vorgängerbau der heutigen Inselkirche. Dabei handelte es sich um eine 1842 fertiggestellte Orgel von Arnold Rohlfs aus Esens. Nach dem Abriss der alten Kirche wurde die Orgel noch in der Herrnhuter Kapelle am Marktschulplatz in Norden weiter genutzt, bis die Kapelle im Jahr 1970 abgerissen wurde. Wie in der alten Norderneyer Inselkirche war die Orgel dort an der Brüstung einer Empore angebracht und mit einem seitlichen Spieltisch versehen. Das Instrument hatte 6 Register auf einem Manualwerk. Das Pedal war angehängt.
| Manual |           |    |
| 1.     | Principal | 4′ |
| 2.     | Gedackt   | 8′ |
| 3.     | Flöte     | 4′ |
| 4.     | Octave    | 2′ |
| 5.     | Zimbel II | 1′ |
| 6.     | Trompete  | 8′ |

Zur Einweihung der neuen Inselkirche im Jahr 1879 wurde auch eine neue Orgel der Berliner Firma Dinse eingeweiht. Zunächst wurde sie mit einem tretbaren Blasebalg angetrieben, später elektrisch. In den Jahren 1908 und 1909 vereinte die Firma Furtwängler & Hammer aus Hannover die beiden vorhandenen Manualwerke zu einem Hauptwerk und fügte für das zweite Manual ein neues Schwellwerk hinzu.
| I Hauptwerk |                |       |
| 01.         | Principal      | 8′    |
| 02.         | Bourdon        | 16′   |
| 03.         | Viola di Gamba | 8′    |
| 04.         | Rohrflöte      | 8′    |
| 05.         | Oktave         | 4′    |
| 06.         | Quinte         | 2 ⁄3′ |
| 07.         | Oktave         | 2′    |
| 08.         | Mixtur I–III   |       |
| 09.         | Dolce          | 8′    |
| 10.         | Gedact         | 8′    |
| 11.         | Flauto dolce   | 4′    |

| II Schwellwerk |                 |    |
| 1.             | Geigenprinzipal | 8′ |
| 2.             | Harmonieflöte   | 8′ |
| 3.             | Salicional      | 8′ |
| 4.             | Aoline          | 8′ |

| Pedal |            |     |
| 1.    | Gedecktbaß | 16′ |
| 2.    | Subbaß     | 16′ |
| 3.    | Violon     | 8′  |

- Koppeln: Oberoktavkoppel II, Unteroktavkoppel II, I/P, II/P

Ein im Jahr 1964 angefertigtes Gutachten besagte, dass die Dinse-Orgel aufgrund ihres Klangs und des allgemeinen Zustandes, bedingt durch Zerstörung durch den Holzwurm, nicht erhaltungswürdig sei. Die Firma Eule aus Bautzen baute eine neue Orgel, die am 6. Dezember 1970 eingeweiht wurde. Die 24 Register waren auf zwei Manuale und ein selbstständiges Pedal verteilt.
Im Laufe der Jahre wurde die Eule-Orgel mehr und mehr zum Pflegefall. Schlechtes Material, Konstruktionsfehler und ungünstige raumklimatische Einflüsse machten ständige Reparaturen erforderlich. Nach gravierenden Trockenheitsschäden im Winter 1995/96 und Verschmutzung durch Kirchenbauarbeiten in den Jahren 1999 und 2000 wurde die Orgel gründlich gereinigt. Mit erneuten Trocknungsschäden wurde bereits 2003 der neue Organist konfrontiert. Bei trockener Heizungsluft im Winter lösten sich mehr und mehr die Leimfugen der Holzteile, nachdem der vom Orgelbauer verwendete Zwei-Komponenten-Leim pulverisiert war und so seine Bindekraft verloren hatte. So gingen die Windladen buchstäblich aus dem Leim und auch die Holzpfeifen, die kaum noch einen Laut von sich gaben.
| I Hauptwerk C–g3 |              |       |
| 1.               | Ged. Pommer  | 16′   |
| 2.               | Prinzipal    | 8′    |
| 3.               | Rohrflöte    | 8′    |
| 4.               | Oktave       | 4′    |
| 5.               | Spitzflöte   | 4′    |
| 6.               | Nasat        | 2 ⁄3′ |
| 7.               | Flachflöte   | 2′    |
| 8.               | Mixtur IV–VI |       |
| 9.               | Trompete     | 8′    |

| II Brustwerk C–g3 |                |       |
| 1.                | Holzgedackt    | 8′    |
| 2.                | Flöte          | 4′    |
| 3.                | Prinzipal      | 2′    |
| 4.                | Sifflöte       | 1 ⁄3′ |
| 5.                | Sesquialter II |       |
| 6.                | Scharf IV      |       |
| 7.                | Krummhorn      | 8′    |
| Tremulant         |                |       |

| Pedal C–f1 |            |     |
| 1.         | Subbaß     | 16′ |
| 2.         | Prinzipal  | 8′  |
| 3.         | Gedackt    | 8′  |
| 4.         | Oktave     | 4′  |
| 5.         | Nachthorn  | 2′  |
| 6.         | Mixtur III |     |
| 7.         | Posaune    | 16′ |
| 8.         | Clarine    | 4′  |

- 2 Zimbelsterne (in F-Dur und G-Dur)
- Koppeln: II/I, I/P, II/P

### Kirschner-Orgel
Nach einer vom Organisten gestarteten Spendenaktion konnte im Laufe weniger Jahre der Bau der heutigen neuen Orgel finanziert werden. Das neue Instrument wurde von dem Orgelbauer Harm Dieder Kirschner aus Weener erbaut und am 23. Mai 2008 feierlich eingeweiht. Das Schleifladen-Instrument hat 30 Register auf drei Manualen und Pedal und weist eine romantische Disposition auf. Einige Register wurden aus der Vorgängerorgel von Eule übernommen. Zu den Besonderheiten zählt insbesondere die Clarinette 8' im Hinterwerk, welche in Anlehnung an ein Clarinetten-Register aus der Markoldendorfer Kirche von Furtwängler erbaut wurde. Das Hauptwerk ist vom 2. Manual aus spielbar, das Hinterwerk ist ein Schwellwerk und ist vom 3. Manual aus anspielbar. Das 1. Manual ist als Koppelmanual angelegt. Eine weitere Besonderheit ist das selbständige Kornettwerk, welches an das Hauptwerk (II) und das Koppelwerk (I) gekoppelt werden kann. Die Spiel- und Registertrakturen sind mechanisch.
| II Hauptwerk C–a3 |                      |       |     |
| 1.                | Principal I-II       | 8′    |     |
| 2.                | Bordun               | 16′   |     |
| 3.                | Viola da Gamba       | 8′    |     |
| 4.                | Gedact               | 8′    |     |
| 5.                | Rohrflöte            | 8′    |     |
| 6.                | Octav                | 4′    |     |
| 7.                | Gedact               | 4′    | (E) |
| 8.                | Nasat                | 2 ⁄3′ |     |
| 9.                | Octav (vorab Nr. 10) | 2′    |     |
| 10.               | Mixtur IV            | 2′    |     |
| 11.               | Trompete             | 8′    |     |
|                   | Tremulant            |       |     |
|                   | Zimbelstern          |       |     |

| Cornettwerk f0–a3 |           |    |     |
| 12.               | Cornett V | 8′ | (E) |
|                   | Tremulant |    |     |

| III Hinterwerk C–a3 |                             |     |     |
| 13.                 | Quintatön                   | 16′ | (E) |
| 14.                 | Geigenprincipal             | 8′  | (E) |
| 15.                 | Salicional                  | 8′  |     |
| 16.                 | Liebl. Gedackt              | 8′  |     |
| 17.                 | Äoline                      | 8′  |     |
| 18.                 | Octav                       | 4′  |     |
| 19.                 | Flauto traverso             | 4′  |     |
| 20.                 | Waldflöte                   | 2'  | (E) |
| 21.                 | Harmonia IV                 |     |     |
| 22.                 | Harmonietrompete            | 8′  | (E) |
| 23.                 | Clarinette (durchschlagend) | 8′  |     |
|                     | Zimbelstern                 |     |     |

| Pedal C–f1 |             |     |     |
| 24.        | Violon      | 16′ |     |
| 25.        | Subbaß      | 16′ |     |
| 26.        | Principal   | 8′  |     |
| 27.        | Violoncello | 8′  |     |
| 28.        | Gedact      | 8′  |     |
| 29.        | Octav       | 4′  | (E) |
| 30.        | Posaune     | 16′ |     |
| 31.        | Trompete    | 8′  | (E) |

- Koppeln: II/I, III/I, II/P, III/P, Cornettwerk/I, Cornettwerk/II
- Spielhilfen: 2 feste Kombinationen (piano - forte), Zungen ab
- Anmerkung

(E) = Register aus der Vorgängerorgel von Eule